# Táborfalva
Táborfalva là một thị trấn thuộc hạt Pest, Hungary. Thị trấn này có diện tích 42,05 km², dân số năm 2010 là 3353 người, mật độ 80 người/km².